# I. e. 240
Évszázadok: i. e. 4. század – i. e. 3. század – i. e. 2. század
Évtizedek: i. e. 290-es évek – i. e. 280-as évek – i. e. 270-es évek – i. e. 260-as évek – i. e. 250-es évek – i. e. 240-es évek – i. e. 230-as évek – i. e. 220-as évek – i. e. 210-es évek – i. e. 200-as évek – i. e. 190-es évek
Évek: i. e. 245 – i. e. 244 – i. e. 243 – i. e. 242 –  i. e. 241 – i. e. 240 – i. e. 239 – i. e. 238 – i. e. 237 – i. e. 236 – i. e. 235

## Események

### Karthágó
- A Tuniszt elfoglaló lázadó zsoldossereg két vezére, Spendius és Mathos rábeszéli a líbiai sorozott katonákat, hogy csatlakozzanak hozzájuk, valamint meggyőzik a környező városokat és falvakat, hogy ők is lázadjanak fel. Gesco karthágói parancsnokot túszul ejtik. Ami eleinte az elmaradt zsold fölötti vitának indult, mostanra kiterjedt felkeléssé, a zsoldosháborúvá terebélyesedik.
- A zsoldosokhoz csatlakozott líbiaiak ostrom alá veszik a Karthágóhoz lojális maradt Uticát és Hippacritaet.
- Karthágó Nagy Hanno vezetésével sereget küld ellenük, de vereséget szenved a zsoldosoktól az uticai csatában. Hanno mellé kinevezik Hamilkar Barkaszt, akinek sikerül felmentenie az ostromlott Uticát. Ezután megkapja a főparancsnokságot és a Bagradas folyónál megfutamítja a zsoldossereget, majd az átálló numida zsoldosok segítségével újabb vereséget mér rájuk.

### Róma
- Caius Claudius Centhót és Marcus Sempronius Tuditanust választják consulnak.
- Róma – a szövetséges Szürakuszai kivételével – uralma alá vonja egész Szicíliát és egy légiót állomásoztat a szigeten.

## Kultúra és tudomány
- Előadják az első latin tragédiát, Livius Andronicus Achillesét.
- Kínai csillagászok először észlelik a Halley-üstököst.
- Eratoszthenész 252 ezer sztadionra (kb. 46 ezer km) becsli a Föld kerületét, amivel nem sokkal tér el a mai mérésektől.

## Születések
- Babiloni Diogenész, görög filozófus

## Halálozások
- Szoloi Aratosz, görög költő
- Kallimakhosz, görög költő
- Poszeidipposz, görög költő
- Cou Jen, kínai filozófus

## Fordítás
- Ez a szócikk részben vagy egészben  a(z)   240 BC című angol Wikipédia-szócikk ezen változatának fordításán alapul.  Az eredeti cikk szerkesztőit annak laptörténete sorolja fel. Ez a jelzés csupán a megfogalmazás eredetét és a szerzői jogokat jelzi, nem szolgál a cikkben szereplő információk forrásmegjelöléseként.